# سات‌سوبک
| zA | sbk |

| zA | sbk |

سات‌سوبک (انگلیسی: Satsobek) ملکه‌ای در مصر باستان بود که لقب همسر بزرگ سلطنتی و خنمت‌نفرحدجت را داشت. تا کنون، تنها منبع شناخته‌شده از او، یک مُهر اسکراب است که در یک مجموعهٔ شخصی نگهداری می‌شود. بر اساس سبک هنری این مهر، می‌توان آن را به دودمان سیزدهم نسبت داد. نام همسر او ناشناخته است.
نام او روی مهر به صورت ساسوبک (Sasobek) نوشته شده، بدون پسوند مؤنث t که معمولاً در واژه سات (به‌معنی دختر) دیده می‌شود. ممکن است این حذف، تنها یک اشتباه نگارشی یا اختصار باشد، اما احتمال دیگری هم هست: اینکه او به‌جای نام مؤنث، از یک نام مذکر مانند ساسوبک («پسر سوبک») استفاده کرده باشد. استفاده از نام‌های مردانه برای زنان در این دوره رایج بوده است.